# Pic de Kaffarsa
Le pic de Kaffarsa, Caffarsa ou Kefersa est une montagne d'Éthiopie s'élevant à une altitude de 3 100 mètres en Oromia.

## Histoire
Le 15 janvier 1888, Jules Borelli en fait l'ascension après le mont Maigudo. C'est en redescendant vers Nada qu'il découvre des tombes dont les inscriptions prouvent que le royaume de Garo était chrétien.